# Mathieu Cyr
 (septembre 2019).
Mathieu Cyr, né le 8 décembre 1975 à Maple Grove[réf. nécessaire] en Montérégie, est un humoriste, animateur et auteur québécois.

## Biographie[2]
Né dans l'univers du sport et de la musique, c'est à l'âge de 31 ans que Mathieu Cyr se découvre une passion pour l'humour.
Il fréquente auparavant six écoles différentes et termine son secondaire aidé par un programme d'aide à la délinquance et l'éducation aux adultes. Diagnostiqué « twice exceptional », il est atteint du Trouble du déficit de l'attention avec hyperactivité (TDAH) et de douance, qu'il préfère qualifier de « surefficience ».
À 21 ans, il fréquente l'Université du Québec à Montréal pour étudier en animation et recherche culturelle. Ce n'est que tardivement qu'il se découvrira un intérêt pour l'humour. Il entre à École nationale de l'humour en 2005. Diplômé de l'École nationale de l'humour en 2007, il se fait connaître en 2010, lors de la finale de l'émission En route vers mon premier gala Juste pour rire. L'année suivante, il remporte le prix de révélation de l'année au festival Comediha.
De 2012 à 2015, il anime l' émission Slaque la cravate avec Mat, sur les ondes de Télétoon.
Mathieu Cyr fait son premier Gala Juste pour rire en 2014. L'organisation présentera également son spectacle dans les soirées « têtes d'affiches des 30 ans de Juste Pour Rire. »
En 2016, il obtient son premier rôle en tant que comédien, dans la pièce Ma première fois, qui affichera plus 50 000 billets vendus[réf. nécessaire]. La même année, il est sélectionné pour représenter le Québec au festival Voorire, en Belgique. Chroniqueur à Radio-Canada et TVA, il anime aussi des épisodes du Comediha Club et de trait d'humour, sur Unis Télé.
En 2018, on le sollicite[Qui ?] pour animer l'émission Infiltration sur Ztélé. La même année, il lance son premier one-man show Le chainon manquant et le podcast Le lift, lequel reçoit une nomination au Gala Les Olivier[réf. nécessaire]. Toujours en 2018, il deviend porte-parole pour l'Association Québécoise de la douance et anime la série de capsule « père à tout faire »[Quoi ?], en collaboration avec télé-Québec et le gouvernement du Québec.
Il anime en 2019 la série télévisée Skate le  monde, qui le fait voyager dans 22 pays différents. La série, diffusée sur TV5 canada et TV5 Monde, propulse sa carrière à un autre niveau, notamment en étant nommée aux Gémeaux et vendue à l'international[réf. nécessaire].
Toujours en 2019, il crée des chansons humoristiques virales (plus de 15 millions de visionnements[réf. nécessaire]). Sa chanson solo En Abitibi se hisse à la première place du palmarès franco de l'ADISQ et à la deuxième du palmarès franco de ITunes, juste derrière Céline Dion[réf. nécessaire]. Il performe une de ses chansons[Laquelle ?] à « La semaine des quatre Julie » (Julie Snyder)[réf. nécessaire].
En 2020, Mathieu Cyr fonde la compagnie « Comeback Skateboards » et écrit le livre Jamais Trop tard (édition Quebecor média). 
Il présente en 2023 le spectacle Avant la fin du monde avec Olivier Martineau. La même année, il co-produit la série web À deux pilules d'être folle animée par Ashley-Jade Lussier. Les deux projets seront chapeautés par la compagnie « Primeur productions », fondée par Mathieu Cyr et Ashley-Jade Lussier. Toujours en 2023, il anime la série Comment devenir un gourou, dans laquelle il fait croire aux centaines de milliers de personnes qui le suivent, qu'il est devenu un « gourou du bien-être ». La série remporte tous les honneurs et sera la seule production canadienne à être retenue au Mitcom de Cannes[réf. nécessaire].

## Carrière

### Télévision
| Année       | Projet                                                 | Rôle        | Productions              | Diffuseur    |
| ----------- | ------------------------------------------------------ | ----------- | ------------------------ | ------------ |
| 2023        | Comment devenir un gourou                              | Animateur   | Pixcom                   | Vrai         |
| 2023        | Diffusion du one man show Le chaînon manquant          | Humoriste   | ComediHa!                | TVA          |
| 2019 à 2022 | Skate le monde                                         | Animateur   | L'équipage, Sphère Média | TV5          |
| 2021        | Trait d'humour                                         | Animateur   | ComediHa!                | Unis Télé    |
| 2021        | D'un rire à l'autre                                    | Animateur   | Juste pour rire          | Unis Télé    |
| 2021        | Corde Raide                                            | Humoriste   | Juste pour rire          | Noovo        |
| 2021        | Le Sens du punch                                       | Humoriste   | Connections Productions  | Unis Télé    |
| 2021        | Peur de rien                                           | Humoriste   | Urbania                  | Ztélé        |
| 2020        | Gala humour de Cathy Gauthier                          | Humoriste   | ComediHa!                | Radio-Canada |
| 2020        | Gala humour de Laurent Paquin                          | Humoriste   | Juste pour rire          | TVA          |
| 2019        | Gala humour de Kev Adams                               | Humoriste   | ComediHa!                | Radio-Canada |
| 2018        | Gala humour de Patrick Huard                           | Humoriste   | ComediHa!                | Radio-Canada |
| 2018        | Infiltration, saison 5                                 | Animateur   | Urbania                  | Ztélé        |
| 2017-2018   | Buzz                                                   | Chroniqueur |                          | MusiquePlus  |
| 2017        | Gala humour de P A Methot                              | Humoriste   | ComediHa!                | Radio-Canada |
| 2017        | Gala humour de Philippe Bond                           | Humoriste   | ComediHa!                | Radio-Canada |
| 2016        | Gala humour de Peter MacLeod                           | Humoriste   | Juste pour rire          | TVA          |
| 2015        | Gala Humour Louis Morrissette et Véronique Cloutier    | Humoriste   | ComediHa!                | Radio-Canada |
| 2012 - 2015 | Slaque la cravate avec Mat                             | Animateur   | Niveau 12 productions    | Télétoon     |
| 2014        | Gala Humour de André-Philippe Gagnon & Pierre Verville | Humoriste   | Juste pour rire          | TVA          |

### Spectacles
| Année       | Projet                                                                                | Rôle                   | Productions                 |
| ----------- | ------------------------------------------------------------------------------------- | ---------------------- | --------------------------- |
| 2022 à 2025 | Tournée du spectacle Avant la fin du monde avec Olivier Martineau, partout au Québec. | Humoriste              | DD Productions inc.         |
| 2014 à 2021 | Plusieurs participations aux galas Juste pour rire et Comediha.                       | Humoriste              | Juste pour rire, Comediha   |
| 2018-2019 : | Tournée du spectacle Le chaînon manquant (Premier one-man show de Mathieu Cyr)        | Humoriste              | ComediHa!                   |
| 2019        | Spectacle présenté au Festival d'humour de Paris, au Théâtre du Point-Virgule         | Humoriste              | ComediHa!                   |
| 2018        | En spectacle duo avec Kev Adams au Zoofest de Montréal                                | Humoriste              | Juste pour rire             |
| 2017        | Animateur des lundis comédie club à l'impérial de Québec                              | Humoriste // Animateur | ComediHa!                   |
| 2016-2017   | Tournée du spectacle Ma première fois partout au Québec                               | Comédien               | Entourage spectacles        |
| 2016 -2017  | Animateur Comediha Club au Théâtre Petit Champlain, Québec                            | Humoriste // Animateur | ComediHa!                   |
| 2014 -2017  | Tournée du spectacle Ça rentre en salle avec Pépé et sa guitare, partout au Québec.   | Humoriste              | Doze Management             |
| 2016        | Spectacle présenté au festival Voorire à Liège, Belgique                              | Humoriste              | ComediHa!                   |
| 2014        | Spectacle présenté au festival du rire de Cavaillon, France                           | Humoriste              | École nationale de l'humour |
| 2012 - 2023 | Conférences en milieu corporatif et scolaire                                          | Conférencier           | DD Productions              |

### Radio
- 2018 : Énergie 94,3 Mtl - Chroniqueur à l'émission « Ça rentre au poste »
- 2022 : CKOI 96,9 Mtl - Co-animateur à l'émission « Debout les Comiques ».

### Livres
- 2023 : Co-auteur du livre collectif J'aime les zèbres, Les Éditions de l'Homme
- 2021 : Jamais trop tard, VLB éditeur, Québecor Média
- 2019 : Co-auteur du livre collectif Lâchez pas les gars, Éditions La Presse
- 2017 : préface du livre Flirtez-vous avec le burn-out parental ?, Édition Groupe Fides

## Honneurs
- Porte - parole de l'association québécoise pour la douance - 2019.
- Porte - parole du festival d'humour de L'Abitibi - Témiscamingue - 2019.
- Nomination au Gala des Oliviers 2018 - Podcast de l'année, pour Le lift.
- Récipiendaire du nez d'or révélation - Festival ComediHa! 2011.